# Gnoriste macroides
Gnoriste macroides är en tvåvingeart som beskrevs av Charles Howard Curran 1927. Gnoriste macroides ingår i släktet Gnoriste och familjen svampmyggor.
Artens utbredningsområde är Québec. Inga underarter finns listade i Catalogue of Life.